# Hercegovina
Hercegovina (kyrillisk Херцеговина) er en historisk og geografisk region i De dinariske Alper og den sydlige del af landet Bosnien-Hercegovina. Hercegovinas areal er ca. 10.000 km² og udgør omkring 20% af hele landet. Der er ingen klare grænser mellem Hercegovina og Bosnien.
Navnet Hercegovina betyder "hertugens ejendom" og refererer til en hersker fra middelalderen, Stefan Vukčić Kosača, Hertug af Skt. Sava, den første serbiske ærkebiskop.
En folketælling fra 1991 registrerede 437.095 indbyggere i Hercegovina. Den etniske sammensætning var 47,2% kroater 25,8% bosniakker, 21,3% serbere, 4,2% jugoslaver og 1,4% andre.
Terrænet i Hercegovina er gennemgående yderst kuperet og karstpræget, bortset fra den centrale dal, som floden Neretva løber gennem. Den største by er Mostar midt i regionen. Andre store byer er Stolac, Trebinje, Siroki Brijeg, Konjic og Čapljina.

## Historie
Hercegovina, der i oldtiden var en del af den romerske provins Dalmatien, fremtrådte i det 9. århundrede som et særskilt område under navnet Hum l. Zahumlje og blev da besat af de indvandrende serbere. Tidligt i middelalderen blev det nuværende Bosnien-Hercegovina opdelt i mindre enheder. Hercegovina var delt i Zahumlje og Travunija. De vestligste dele af Hercegovina hørte til kongeriget Kroatien. I det 13. århundrede hørte det delvis til Ungarn, senere til Serbien og fra 1326 till Bosnien. I 1440 forlenedes det af kejser Fredrik 3. som hertugdømmet Sankt Sava, til slægten Hranic. I et dokument sendt til Frederik 3. af Sachsen den 20. januar 1448 kalder den bosniske hertug Stefan Vukčić Kosača sig selv for hertug af St. Sava, herre over Hum og Primorje, storhertug i det bosniske kongerige. Det territorium, han kontrollerede, blev derfor kaldt "Herzogs land" eller "Hercegovina".

### Under Det Osmanniske Rige
I 1463 blev Hercegovina skat skyldigt under osmannerne og 1483 fuldstændigt underkuet og under navnet Hersek som en provins (sanjak) forenet med vilajetet (pashaluk) Bosnien. I 1832 overdroges Hercegovina af sultan Mahmud som et selvstændigt Vesirdømme til Ali aga af Stolac, men forenedes i 1865 atter med Bosnien. Som følge af den trykkende og vilkårlige beskatning gjorde den kristne befolkning i juli 1875 oprør understøttet af Montenegro. Snart spredte det sig til Bosnien og kunne ikke mere undertrykkes af osmannerne. Dette udløste den russisk-tyrkiske krig 1877-78.

### Under Østrig-Ungarn
Ved Berlintraktaten 1878 overdroges forvaltningen af Bosnien og Hercegovina til Østrig-Ungarn efter, at de to sydøstlige områder Niksic og Piva var blevet udskilte fra Hercegovina og lagt til Montenegro. Den 31. juli 1878 rykkede østrig-ungarske tropper over grænsen, men blev mødte af en fanatisk modstand fra den muslimske befolknings side. Efter, at de havde intaget Mostar den 4. august og bjergfæstningen Klobuk den 25. september, var annekteringen fuldført. Provinsens styrelse lød senere under en militærguvernør i Sarajevo. Da den almindelige værnepligt blev indført i Hercegovina i 1881, udbrød et oprør, som i 1882 blev undertvunget med våbenmagt.
Ved en traktat af 21. april 1879 mellem Østrig-Ungarn og Det Osmanniske Rige blev sultanens nominelle suverænitet over Bosnien og Hercegovina opretholdt, og hans navn skulle nævnes i bønnerne ved den muslimske gudstjeneste. I sandjaket Novi Pazar skulle østrigerne placere en garnison i Priboj, Priepolje og Plevlje, af hvilke der efterfølgende oprettedes et særligt sandjak.
Hercegovina havde på det tidspunkt et areal på 9.119 km2 og 219.511 indbyggere i 1895. Af indbyggerne var i 1895 56.135 muslimer (25,5 %), fortrinsvist boende i byerne, 74.889 græske katolikker (34,1 %, hovedsageligt boende øst for øvre Narenta) og 88.188 romerske katolikker (40,2 %, vest for Narenta). 90 % af indbyggerne var analfabeter. Den altovervejende del af indbyggerne var serbo-kroatisk talende slaver, herunder også de muslimske bosniakker.
Landet havde kun een jernbane: Sarajevo–Mostar–Metkovic–Trebinje.
Ved proklamation af 5. oktober 1908 ophævede kejser Franz Josef Berlintraktatens bestemmelser og erklærede sig Bosniens og Hercegovinas suveræne overhoved og indførte den østrigske arvefølgeordning, idet indbyggerne i begge lande ved samme lejlighed fik tilkendt fuldt statsborgerskab med alle tilhørende rettigheder.
I forlængelse heraf indgik den osmanniske storvesir Hussein Hilmi Pascha den 26. februar 1909 en aftale med Østrig-Ungern om Bosnien og Hercegovina om garantier for de der boende muhammedaneres religionsfrihed, opgivelse af sandjaket Novi Pazar, erstatning for den tyrkiske stats faste ejendom i de afståede provinser og østrigsk samtykke til den tyrkiske importtolds forøgelse samt til oprettelsen af en del nye statsmonopoler.
I 1910 blev Hercegovina slået sammen med Bosnien i en forbindelse, som siden skulle vare ved. De to provinser fik den 17. februar 1910 en af kejseren oktrojeret forfatning, som gjorde dem till et fælles forvaltningsområde under en landsregering i Sarajevo. Denne regering sorterede under rigsfinansministeren og havde som sin nominelle leder en "landschef", som tillige var øverstbefalende for hæren. En landdag bestående af 20 selvskrevne "vinlister" og 72 ved kurievalg udpegede deputerede blev oprettet og fik begrænset lokal lovgivnings- og beskatningsret. Ved landdagens åbning i juni 1910 forøvede en serbisk fanatiker, Bogdan Žerajić, et revolverattentat mod landschefen general Marijan Varešanin og begik der efter selvmord. Nationale og religiøse modsætninger forårsagede ofte stormfulde scener ved landdagsforhandlingerne, og mens landdagen stræbte efter udvidede rettigheder, bureaukratiseredes i stedet forvaltningen stadig mere, i særdeleshed efter at felttøjmesteren Oskar Potiorek i 1911 var blevet landschef og Stephan Burián von Rajecz som rigsfinansminister i februar 1912 blev efterfulgt af Leon von Bilinski. Samtidig voksede også i Bosnien den storserbiske folkebevægelse, og denne førte den 28. juni 1914 til attentatet i Sarajevo på tronfølgeren ærkehertug Franz Ferdinand og hans hustru. Efter denne voldsgerning blev Bosnien holdt under strengt militærdiktatur og var august-september 1914 mål for forgæves serbiske og montegrinske invasionsforsøg, som først blev genoptaget i oktober 1918 i forbindelse med det østrig-ungarske monarkis opløsning.

### Under Kongeriget Jugoslavien
Hercegovina underlagdes efter 1. verdenskrig ved Saint-Germain-traktaten den 10. september 1919 Kongeriget Jugoslavien, hvor det sammen med Bosnien dannede provinsen Bosnien-Hercegovina, der omfattede 51.199 km2 og talte 1.876.543 indbyggere i 1921.

## Hercegovina i dag
De vestlige dele af regionen er stort set beboet af kroater, mens serberne mest holder til i øst. I den centrale Neretvadal er der mange bosniaker, der bor i byerne Mostar, Konjic og Stolac. Befolkningen i Hercegovina var etnisk blandede før Jugoslavien-krigene og Anden verdenskrig. Begge disse krige medførte etnisk udrensning i stor skala.
Floden Neretva dominerer i Hercegovina og løber blandt andet gennem byen Mostar og deler byen i to. Den kendte bro Stari Most krydser floden i byen. Floden løber også gennem byen Capljina og ind i Kroatien, før den munder ud i Adriaterhavet. Mostar er den eneste by i regionen med mere end 100.000 indbyggere. Der er ingen storbyer i Hercegovina, som man har det i Bosnien, men de er alligevel historiske og kendte.

## Sprog
Dialekten i det østlige Hercegovina blev valgt som grundlag for det serbo-kroatiske skriftsprog, da den lå midt i det stokaviske dialektområde, og stokavisk var den mest udbredte sydslaviske dialekt. .

## Galleri
- Stari most i Mostar, nybygget i 2004.
- Neum og kysten af Hercegovina.
- Počitelj, gammel by
- Ramsko jezero